# Xylophanes zurcheri
Xylophanes zurcheri là một loài bướm đêm thuộc họ Sphingidae. Nó được tìm thấy ở México, Costa Rica, Guatemala và Belize.
Về màu sắc và hình dáng nó giống với Xylophanes undata.
Con trưởng thành bay vào tháng 4, tháng 5 và tháng 6 in Costa Rica.
Ấu trùng ăn Psychotria eurycarpa, Psychotria panamensis, Psychotria berteriana, Psychotria correae, Psychotria pittieri và Palicourea salicifolia. Chúng có màu xanh lá cây và màu nâu.

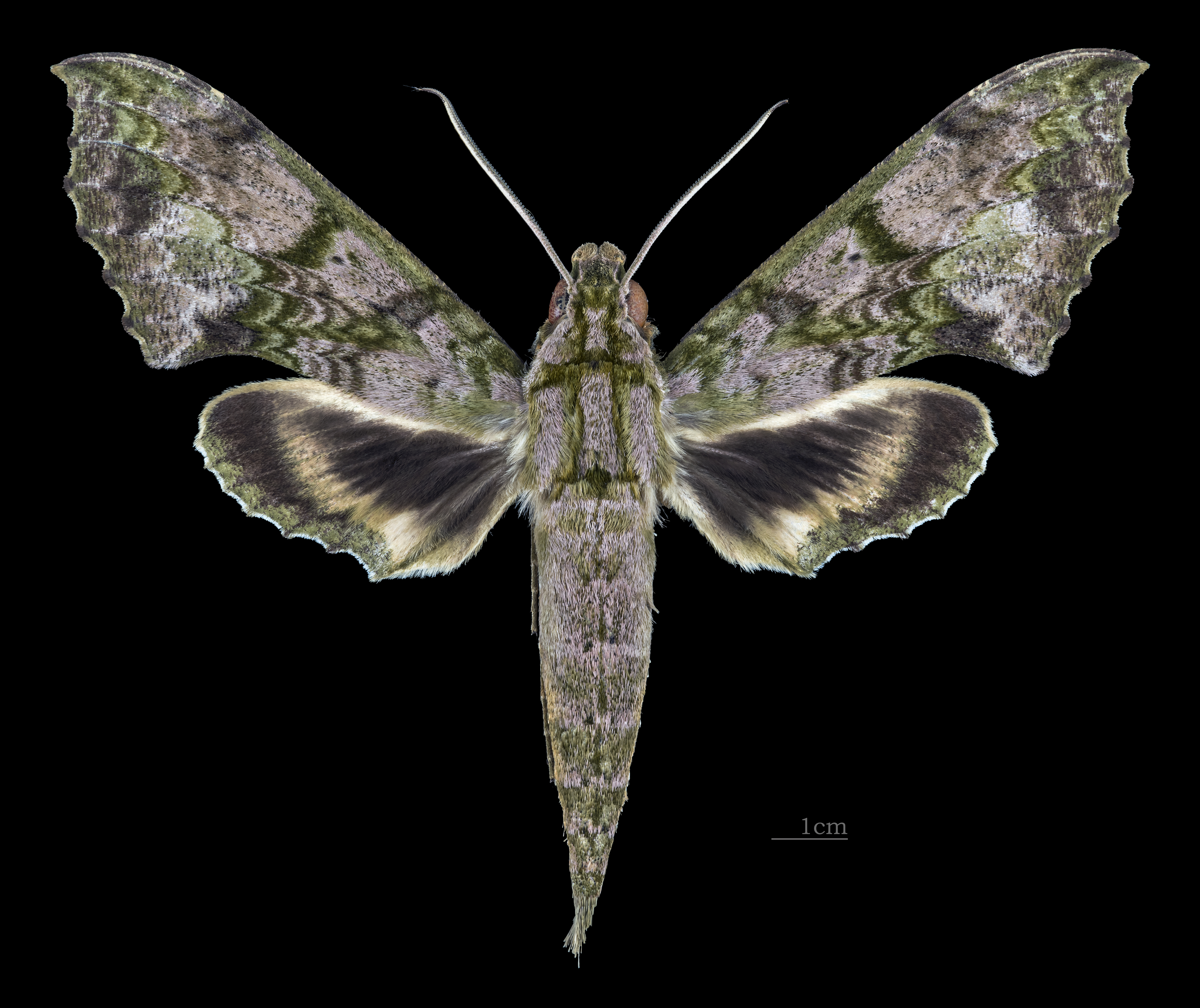
Xylophanes zurcheri ♂
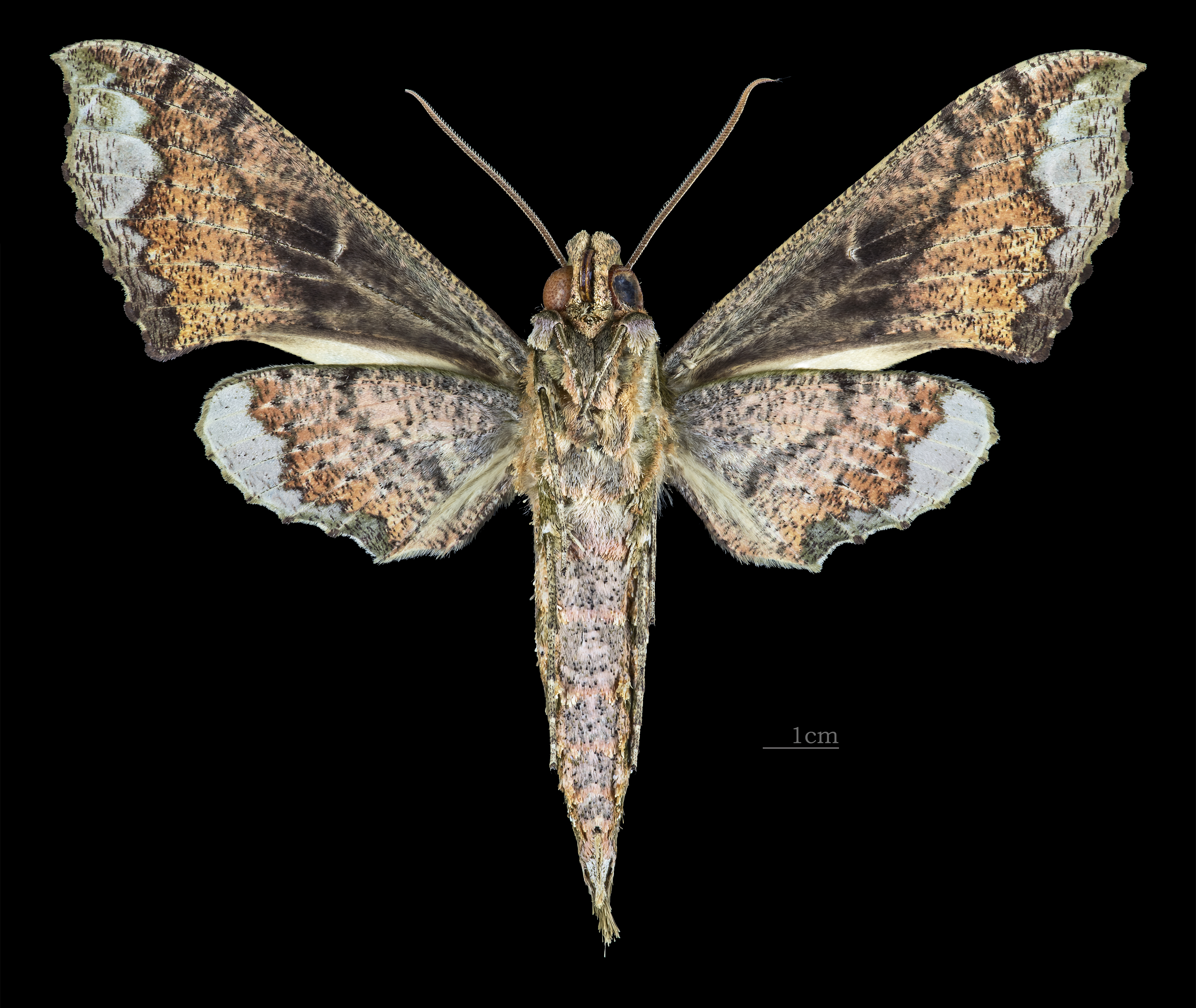
Xylophanes zurcheri ♂   △
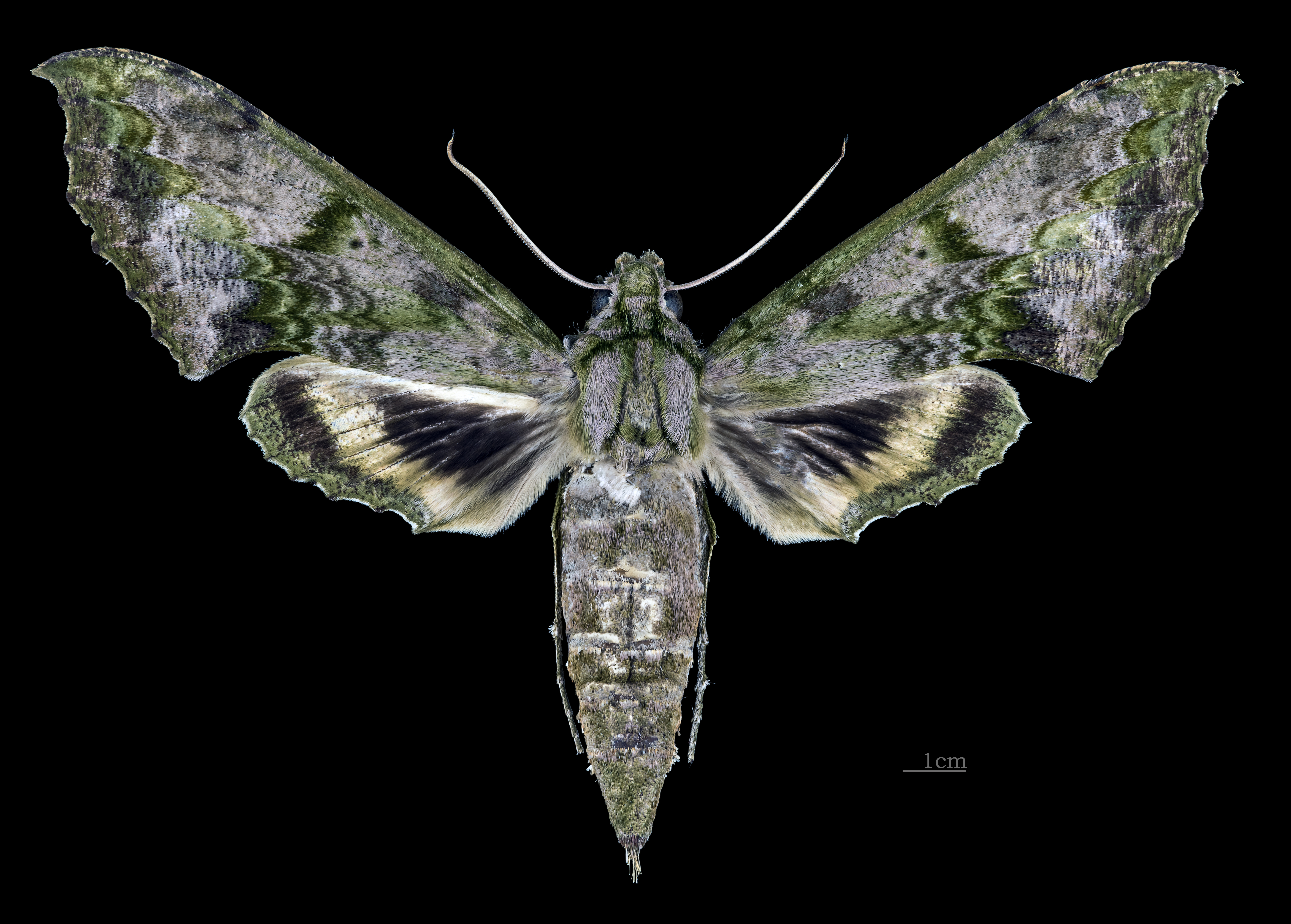
Xylophanes zurcheri  ♀
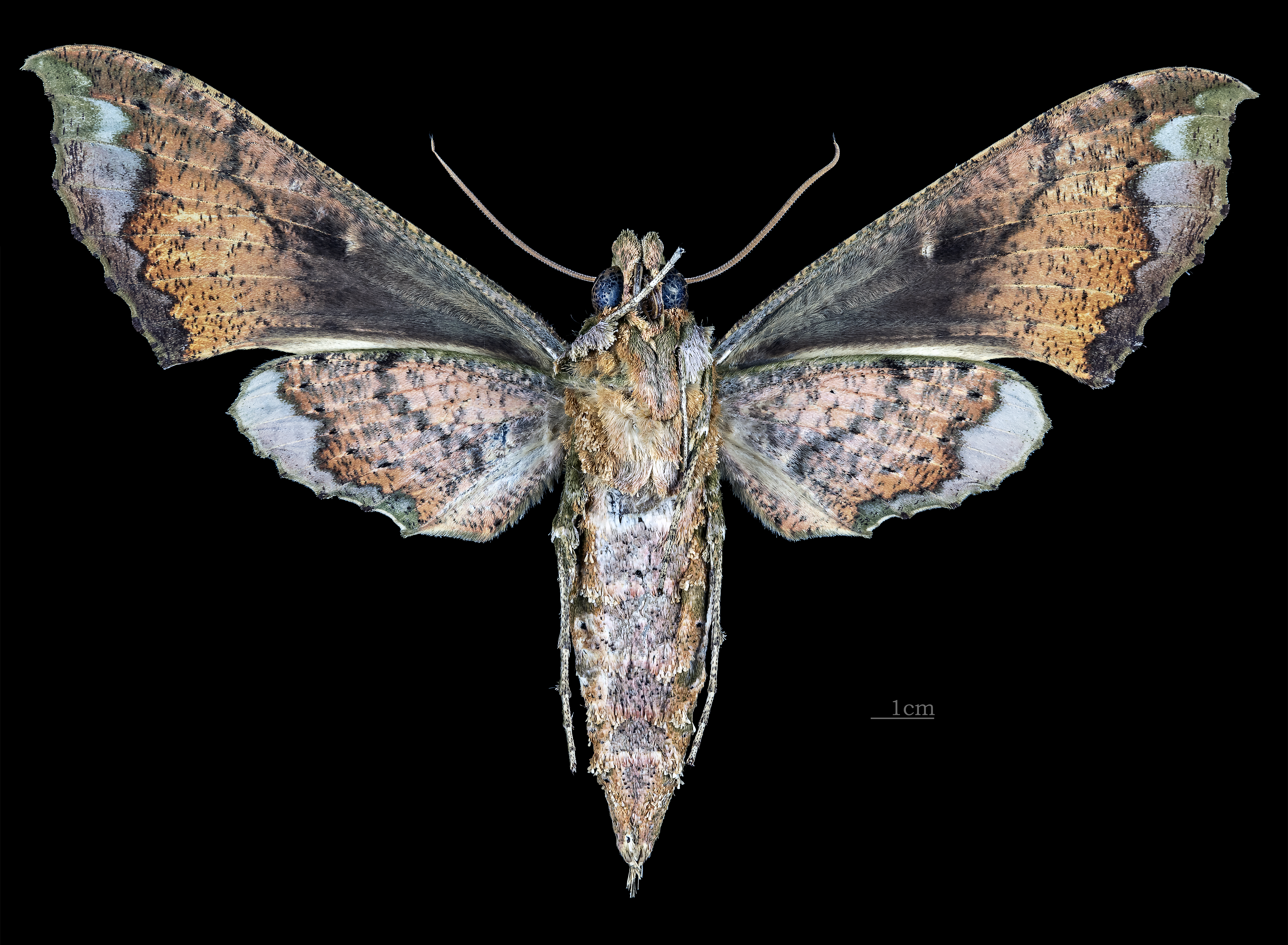
Xylophanes zurcheri   ♀ △